# Isopatagus
Isopatagus is een geslacht van zee-egels uit de familie Micrasteridae.

## Soorten
- Isopatagus obovatus Mortensen, 1948